# Canobbio
Canobbio je obec ve švýcarském kantonu Ticino, okresu Lugano. Žije zde přibližně 2 200 obyvatel.

## Geografie
Obec leží v nadmořské výšce 400 m na silnici Lugano–Tesserete, na pravém břehu řeky Cassarate na kopci 3,5 km severně od největšího města kantonu, Lugana.
Sousedními obcemi jsou Capriasca na severu, Lugano na východě, Lugano a Porza na jihu a Comano na západě.

## Historie

Letecký pohled (1948)

První zmínka o obci jako Canobli pochází z roku 712. Ve středověku byla vesnice dvorem (curtis) opatství Sant’Ambrogio v Miláně. Kostel San Siro, poprvé zmiňovaný v roce 863, patřil opatství San Pietro in Ciel d’Oro v Pavii. Majetky zde vlastnil také klášter Santa Caterina v Luganu. Obec Conago, zmiňovaná ještě v roce 1335, s kostelem San Silvestro byla od té doby začleněna do Canobbia. Po odloučení od mateřského kostela v Luganu (1472) byla obec nejprve začleněna do farnosti Comano a v roce 1643 se osamostatnila.

## Obyvatelstvo
| Rok            | 1626 | 1709 | 1769 | 1801 | 1850 | 1900 | 1950 | 2000 | 2010 | 2011 | 2020 |
| Počet obyvatel | 190  | 185  | 142  | 153  | 284  | 362  | 653  | 1825 | 1963 | 1947 | 2302 |

## Doprava
Obsluhu obce veřejnou dopravou zajišťují linky postbusu.
Nejbližší železniční stanice se nachází v Luganu na Gotthardské dráze.